# Diether S. Hoppe
Diether S. Hoppe (* 20. Dezember 1938 in Wien) ist ein österreichischer Architekt und Hochschullehrer i. R.

## Leben
Hoppe wurde 1938 als Sohn des Regierungsrates Friedrich Hoppe und der Elfriede Hoppe (geb. Pimmer) in Wien geboren. Zusammen mit seinen Brüdern Gert und Dirk verbrachte er seine Kindheit in Tirol, Oberösterreich (Gmunden), Niederösterreich (Süßenbrunn) und Wien. Am 27. August 1971 heiratete er die Architektin Andrea Kupsky in Gaaden bei Wien. Der Ehe entstammen zwei Söhne.

## Werdegang
Seine schulische Ausbildung beendete er 1959 mit der Matura an der HTLV Wien I., Schellinggasse (Höhere Abteilung für Hochbau; Ing.). 1965 schloss er ein Studium der Architektur an der Technischen Hochschule Wien ab. Nach Absolvierung des Wehrdienstes wurde er 1966 als Assistent an das Institut für „Hochbau und Entwerfen 1“ der Technischen Universität Wien bestellt.
Im Mai 1970 legte er die Ziviltechnikerprüfung ab und gründete verschiedene Architekturateliers und Planungsgruppen (u. a. gemeinsam mit Sepp Frank, Heinz Neumann und Günther Feuerstein). Im gleichen Jahr wurde er zum Lehrbeauftragten für „Räumliche Tragsysteme und Strukturformen“ an der TU Wien bestellt. 1971 gründete er ein eigenes Architekturbüro zur Projektierung und Realisierung von Wohn-, Industrie-, Sozial- und Kulturbauten sowie auf dem Gebiet der Stadtentwicklungsplanung und beteiligte sich an nationalen und internationalen Wettbewerben. Ein weiterer Lehrauftrag („Industriebau für Architekten“) folgte 1977 und in seiner nunmehrigen Position als wissenschaftlicher Beamter übernahm er bis zu seiner Pensionierung am 1. Januar 2005 bis verschiedene Funktionen und Aufgabenbereiche, unter anderem als stellvertretender Institutsleiter.
1988 legte er an der Technischen Universität Wien seine Dissertation zum Thema „Freigespannte textile Membrankonstruktionen; Ein Beitrag zu geschichtlichen, materialtechnischen, konstruktiven und gegenwärtigen Entwicklungen“ (Zeltbauten) vor. Diese lehrende und forschende Beschäftigung mit Membrankonstruktionen führte auch zu Realisierungen wie das „Schwechater Zelt“ 1975, das damals die größte freitragende Membrankonstruktion Europas war. Auch mit seinem Beitrag einer freigespannten textilen Membrankonstruktion „Dach für Ephesos“ 1989 erfuhr seine Expertise internationale Beachtung.
Neben der seit Verleihung seiner Befugnis (1970) fortdauernden Tätigkeit im Bereich der Berufsvertretung (u. a. „Bundeskammer für Architekten“) engagiert sich Diether S. Hoppe auch in kulturellen Vereinen und Institutionen. So war er u. a. im Vorstand des „Künstlerhauses“ und auch als Präsident des „Techniker Cercles“ tätig.
Des Weiteren kann er die Absolvierung verschiedener Forschungsaufträge, u. a. über Ausstellungsbau, Brückenbauten, leichte Flächentragwerke sowie Schulbau in Österreich vorweisen. Im Mai 1986 erfolgte die Vereidigung zum „gerichtlich beeidigten Sachverständigen“ für den gesamten Hochbau.
Als Höhepunkt seiner Karriere betrachtet Hoppe die Sanierung und Adaptierung der „Postsparkasse“ von Otto Wagner in Wien. Dieses Projekt wurde im Dezember 2005 fertig gestellt. Im Dezember 2005 kehrte er durch die Ernennung zum Honorarprofessor wieder an die TU Wien zurück.
Seit 2005 ist Hoppe geschäftsführender Gesellschafter der „HOPPE architekten ZT-GMBH“ und seit 2007 ist er als eingetragener Mediator tätig.

## Mitgliedschaften
- 1973: Vorstandsmitglied des österreichischen Zentrums für Architekturforschung (OZA)
- 1983: Experte der UNIDO für „Industriebau“
- 1987: Gründungs- und Vorstandsmitglied der Architekten- und Ingenieurakademie (AIA)
- 1979: Ausschussmitglied des Österr. Normungsinstitutes Fachnormenausschuss „Hochbau“ und „Techn. Zeichnen im Bauwesen“ bis 1998
- Vorstandsmitglied der ANKÖ

## Bauten (Auswahl)
- 1975: Errichtung „Schwechater Zelt“; damals die größte freitragende Membrankonstruktion Europas
- 1979: Errichtung Altenwohnheim; Kritzendorf/NÖ, Auszeichnung „International Award Habitation Space 1981, Silver Hexagon“
- 1984: Neuerrichtung WIFI Wien (Zusammenarbeit mit Prof. Lintl)
- 1984: Zubau Institut Hernstein/NÖ
- 1989: Wohnhausanlage Oberleitengasse 1, 1110 Wien[1]
- 1993: Generalsanierung/Erweiterung UKH Meidling; Unfallkrankenhaus
- 1989: Errichtung Getreidesilo Polsterer; Pottendorf/NÖ, Auszeichnung: Bauherrenpreis f. gewerbliche u. industrielle Bauten
- 2003: Sanierung/Umbau Reithalle Rennweg; Wien,[2] Auszeichnung: IOC/IAKS Award (in Gold)
- 2005: Generalsanierung Postsparkasse/ehem. Postsparkassenamt (Otto Wagner); Wien[3]

## Auszeichnungen/Verleihungen
- 1972: Goldenes Verdienstzeichen der Republik Österreich
- 1990: Berufstitel „Professor“, Bundesministerium für Wissenschaft und Forschung
- 1997: Goldenes Ehrenzeichen für die Verdienste um die Republik Österreich
- 2003: IOC/IAKS Award; Sport- und Freizeitbauten in Gold (weltweit ausgeschriebener Architekturpreis; Reithalle Rennweg, Wien)[4]
- 2005: Ernennung zum Honorarprofessor für Industriebau an der TU Wien
- 2008: Ernennung zum Ehrensenator der TU Wien[5]
- 2009: Goldener Lorbeer durch das Künstlerhaus Wien
- 2013: Silbernes Ehrenzeichen für die Verdienste des Landes Wien[6]

## Publikationen
- 1996: Schulbau in Österreich. Verlag Österreich, ISBN 978-3-7046-1033-1.
- 2007: Freigespannte Textile Membrankonstruktionen. Böhlau Verlag, ISBN 3-205-77545-7.